# Hendrik Anton Cornelis Fabius

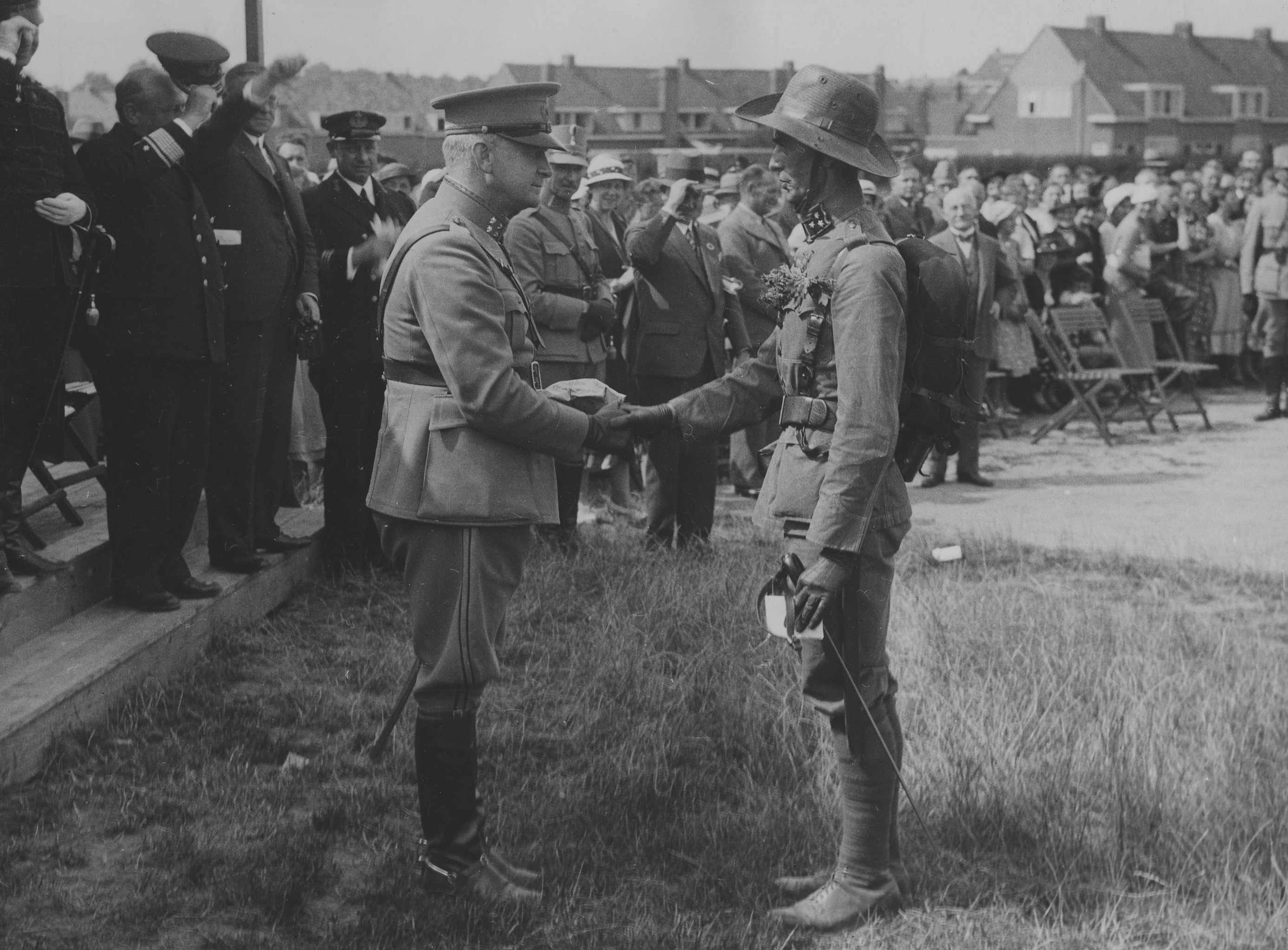
General Fabius wünscht Hauptmann L.A. van den Berge Erfolg beim Nijmegenmarsch 1935.

Anton Hendrik Cornelis Fabius (* 31. Dezember 1878 in Utrecht; † 8. März 1957) war ein niederländischer Offizier. Fabius war Leiter des niederländischen Militärgeheimdienstes.

## Leben und Tätigkeit
Fabius schlug in jungen Jahren die Militärlaufbahn ein: 1896 wurde er zur Militärakademie in Breda zugelassen, im Juli 1899 dem 2. Husarenregiment zugewiesen, 1903 erreichte er den Rang eines Oberleutnants.
Im September 1913 wurde Fabius mit der Leitung des kurz zuvor entstandenen Studienbüros für fremde Armeen des niederländischen Generalstabs betraut, das aus Sicht der Niederlande relevante Informationen über die Militärs verschiedener anderer europäischer Länder zu sammeln und auszuwerten hatte. Am 25. Juni 1914 wurde dieses Büro unter der Bezeichnung GSIII zu einem offiziellen Teil des Generalstabs erhoben. Fabius verblieb auf dem Posten des Leiters des niederländischen Militärnachrichtendienstes – seit Februar 1915 im Rang eines Hauptmanns – bis ins Jahr 1919.
In den folgenden zwanzig Jahren übernahm Fabius diverse Truppenkommandos bei der Kavallerie. In diesen Jahren wurde er zum Oberstleutnant (1. Januar 1928), Generalmajor (1933) und Generalleutnant befördert.
Nach dem Rücktritt von Johan Willem van Oorschot als Chef des niederländischen Militärnachrichtendienstes infolge des Venlo-Zwischenfalls vom Oktober 1939 wurde Fabius auf diesen Posten im Dezember 1939 zurückgerufen. Er leitete den niederländischen Militärnachrichtendienst hernach bis zur deutschen Besetzung des Landes am 10. Mai 1940.
Nachdem Fabius am Abend zuvor vom niederländischen Militärattaché in Berlin, Bert Sas, die diesem von Hans Oster zugespielte sachdienliche Information über den bevorstehenden deutschen Einmarsch erhalten hatte, konnte er die meisten maßgeblichen Persönlichkeiten der niederländischen Regierung hierüber in Kenntnis setzen, so dass diese größtenteils nach Großbritannien flüchten konnten.
Die Möglichkeit einer Invasion der Niederlande durch den NS-Staat hatte Fabius bis kurz zuvor für äußerst unwahrscheinlich gehalten und äußerte dazu, dass die deutsche Staatsführung durch eine solche Maßnahme – die Besetzung eines kleinen neutralen Landes, dessen Kontrolle für die Kriegsführung gegen die Westmächte nicht zwingend notwendig war – ihr internationales Prestige auf Spiel setzen würde, was sie aufgrund des geringen zu erwartenden Gewinns nicht riskieren würde.
Bevor es den deutschen Truppen gelang, die Kontrolle über die Niederlande zu übernehmen, vernichtete Fabius das komplette Archiv des GSIII. Deshalb sind nur wenige Unterlagen über die Aktivitäten und die Funktionsweise des niederländischen Militärnachrichtendienstes von 1913 bis 1940 erhalten, so dass das Wissen der Forschung über diese Organisation, ihre Geschichte usw. nur sehr begrenzt ist. Ein Forscher brachte dies auf die Formel, dass Fabius durch die Vernichtung seines Archivs zwangsläufig auch sein eigenes Vermächtnis zerstörte („had to destroy his own heritage“), so dass er für die Nachwelt zum Schemen wurde.
Aufgrund seiner Stellung im Geheimdienst geriet Fabius spätestens 1940 ins Visier der nationalsozialistischen Polizeiorgane, die ihn als wichtige Zielperson einstuften: Im Frühjahr 1940 setzte ihn das Reichssicherheitshauptamt in Berlin auf die Sonderfahndungsliste G.B., ein Verzeichnis von Personen, die im Falle einer erfolgreichen deutschen Invasion Großbritanniens durch die Sonderkommandos der SS-Einsatzgruppen mit besonderer Priorität ausfindig gemacht und verhaftet werden sollten. Ob er tatsächlich nach Großbritannien floh, ist indessen nicht geklärt.

## Weblink
- Kurzbiographie zu Fabius im Biographischen Portal der Niederlande